# Sebastian Ring
Pour les articles homonymes, voir Ring.
 (mars 2024).
Sebastian Ring, né le 18 avril 1995 à Örebro, est un footballeur suédois. Il évolue au poste de latéral gauche.

## Biographie

### Örebro SK (2013-2018)
Ring commence sa carrière de footballeur dès son plus jeune âge avec l'équipe locale d'Adolfsbergs IK (en). Par la suite, il signe un contrat jeune de deux ans avec l'Örebro SK lors de la saison 2013. L'été suivant, Ring est prêté au BK Forward (en) pour le reste du contrat et joue 33 matchs de championnat avec l'équipe en Division 3. En janvier 2015, l'Örebro SK offre à Ring son premier contrat professionnel, qu'il acceptera.
Au cours de la saison 2015, il est remplaçant et est inutilisé par l'équipe, étant le deuxième choix derrière Hjörtur Valgarðsson au poste d'arrière gauche. Il fait toutefois ses débuts en Coupe de Suède, où il commence sa carrière en s'imposant 3 à 0 face au BKV Norrtälje (en). Pendant l'avant-saison de la saison suivante, Hjörtur Valgarðsson se blesse, ce qui ouvre une place pour Ring dans le onze de départ. Il fait ses débuts en Allsvenskan lors du premier match de la saison 2016 contre Djurgårdens IF. Le 23 juillet 2016, il inscrit son premier but en Allsvenskan en s'imposant 3 buts à 1 face au Falkenbergs FF.

### Grimsby Town (2019-2020)
Le 28 décembre 2018, il s'engage avec Grimsby Town, pensionnaire de quatrième division anglaise. Le transfert prenant effet le 1er janvier suivant.
Le 5 janvier 2019, Ring entre en jeu pour la défaite 1-0 de Grimsby en FA Cup contre Crystal Palace , qui était sa première apparition avec le club. Il a été rejoint à Grimsby par son compatriote Ludvig Öhman le 11 janvier, Ring revient sur sa décision de rejoindre Grimsby : « Je voulais essayer quelque chose de nouveau et j'espère que ce sera un bon moment pour moi de jouer dans les ligues anglaises avec Grimsby. Je suis vraiment heureux de jouer à ce haut niveau. Je suis très excité d'être ici et j'ai vraiment hâte de faire mes débuts, quand ce sera. J'espère que ça se passera bien ». La semaine suivante, il a fait ses débuts dans le championnat avec une défaite à Macclesfield Town.
Le 22 décembre 2019, un peu moins d'un an après avoir rejoint le club, Ring a été libéré par Grimsby par consentement mutuel, n'ayant pas réussi à conserver une place régulière dans la première équipe. Il a joué 17 fois pour les Mariners.

### Kalmar FF (2020-2021)
Après son passage mitigé en Angleterre, Ring décide de revenir en Suède et s'engage avec le Kalmar FF.
En décembre 2021, il a été annoncé que Kalmar ne prolongerait pas le contrat de Ring et qu'il quitterait le club après deux ans. Ring a déclaré: "J'ai vécu les deux meilleures et les plus amusantes années de ma carrière ici. Ma famille et moi nous sommes bien amusés à Kalmar et j'ai vraiment grandi en tant que personne et joueur de football. Ce sont des souvenirs incroyables que vous apportez avec vous de ici avec une dernière année difficile avec une qualification anxieuse où nous avons réussi à rester".

### Wisla Cracovie (2022)
Le 18 décembre 2021, Ring s'exile de nouveau et signe en première division polonaise, au Wisła Cracovie pour un contrat de deux ans. À la suite de la relégation en fin de saison, il quitte le club le 14 juin 2022, 6 mois après l'avoir rejoint.

### Amiens SC (2022-)
Le 23 juin 2022, il rejoint la deuxième division française et s'engage avec l'Amiens SC. Il dira lui-même que c'était une superbe opportunité pour lui de rejoindre le club picard.
Recruté pour être titulaire à gauche pour concurrencer Harouna Sy, décevant depuis son arrivée, et Matthéo Xantippe, encore jeune et irrégulier, le suédois peine à s'imposer et doit se contenter du banc, dû à ses mauvaises performances ainsi qu'aux premières apparitions du jeune Kassoum Ouattara.

## Famille
Il est le frère cadet du footballeur Jonathan Ring, qui évolue au poste d'ailier gauche au Jeju United.